# Protoka Staraja-Ubort
Protoka Staraja-Ubort (ryska: Протока Старая-Уборть) är ett vattendrag i Belarus.   Det ligger i voblasten Homels voblast, i den centrala delen av landet, 220 km söder om huvudstaden Minsk.
Trakten runt Protoka Staraja-Ubort består till största delen av jordbruksmark. Runt Protoka Staraja-Ubort är det glesbefolkat, med 9 invånare per kvadratkilometer.